# Fairlight CMI
Pour les articles homonymes, voir Fairlight et CMI.

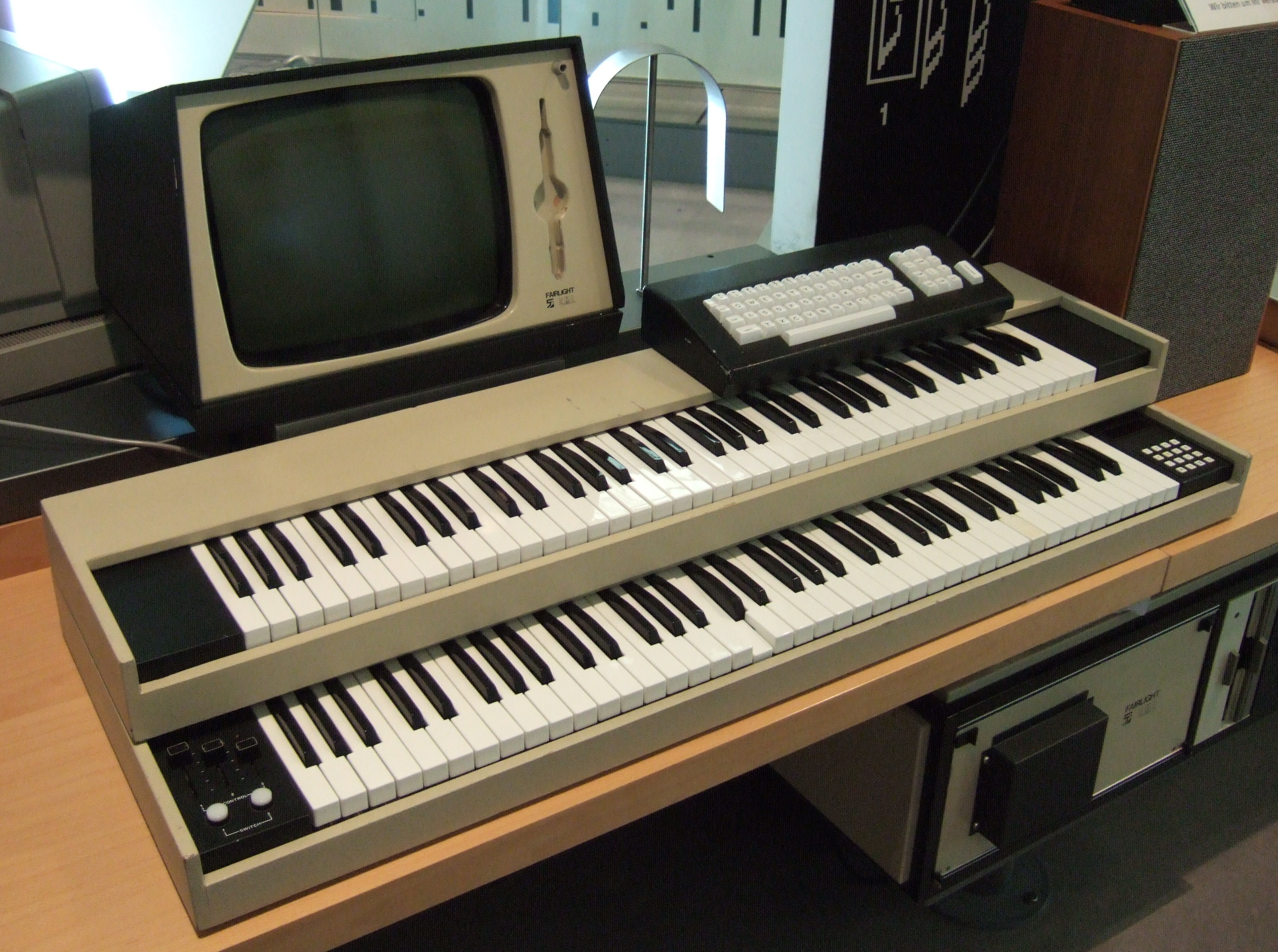
Un Fairlight CMI I ou II.

Fairlight CMI est une gamme de synthétiseurs échantillonneurs (CMI signifiant Computer Musical Instrument).

## Histoire et présentation
La société australienne Fairlight (en) est créée vers 1975-1976 par Peter Vogel et Kim Ryrie avec l'aide technique de Tony Furse. Le nom Fairlight vient de la localité (en) où vivent les parents Vogel et où a été développé le prototype avant la fondation légale de l'entreprise. Fairlight est également le nom d'une des baies qui entourent la ville de Sydney.
En concrétisant le projet CMI (Computer Musical Instrument), Fairlight est à l'origine des premiers échantillonneurs électroniques musicaux. Contrairement à des instruments plus anciens, comme le Chamberlin ou le Mellotron, qui fonctionnaient en déclenchant des sonorités figées enregistrées sur bandes magnétiques (une bande par touche du clavier), le Fairlight CMI permet à l'utilisateur d'échantillonner directement ses propres sonorités et de les modifier en profondeur (en les transposant, en les bouclant, en les inversant, en les découpant, en les combinant, en redessinant les formes d'onde, etc.), autant de possibilités et caractéristiques dont sont totalement dépourvus les ancêtres analogiques pré-cités. Pour cela le Fairlight met en œuvre les nouvelles technologies numériques qui permettent non seulement l'échantillonnage mais aussi la synthèse (additive). Il dispose ainsi de convertisseurs analogique-numérique pour la capture du son (typiquement à l'aide d'un micro), de mémoires à semi-conducteurs pour stocker les données numériques relatives aux échantillons, de micro-processeurs pour effectuer les opérations, et de convertisseurs numérique-analogique pour restituer le son.
Le CMI comprend une unité centrale en rack avec lecteurs de disquette, un clavier principal de 73 touches, un petit clavier d'ordinateur, un moniteur de contrôle vidéo accompagné d'un crayon optique permettant de modifier les commandes ou dessiner les formes d'onde en touchant l'écran. Toutes ces caractéristiques font du Fairlight CMI un synthétiseur-échantillonneur complet particulièrement créatif et puissant pour l'époque. Au fil des versions, le Fairlight s'est étoffé de nouvelles possibilités et extensions (séquenceur, mémoire étendue, plus de voies de polyphonie, résolution et fréquences d'échantillonnage supérieures, etc.) pour devenir une station de travail de plus en plus élaborée, presque synonyme de studio intégré.
Peter Gabriel semble être le premier musicien de renom auquel Peter Vogel ait présenté le Fairlight. Il l'utilisera pour des sons de verre brisé sur l'album Peter Gabriel dès 1980, ainsi que pour sa chanson Shock the Monkey. Après Kate Bush et Stevie Wonder en 1980, Jean-Michel Jarre l'utilise en 1981 tout comme Louis Chedid, Celmar Engel, Bernard Lavilliers, ou le groupe Indochine. Daniel Balavoine le popularise aux yeux du grand public français en 1985 avec son dernier album Sauver l'amour. Le musicien anglais Mike Oldfield n'hésite pas à utiliser l'instrument sur scène lors de ses concerts.
Le Fairlight est aussi très utilisé dans la conception des bandes originales de films, notamment par Klaus Doldinger pour Das Boot, Giorgio Moroder pour Scarface ou Mike Oldfield pour La Déchirure.
90125 du groupe Yes, Five Miles Out et The Killing Fields de Mike Oldfield, Peter Gabriel de Peter Gabriel, ou encore Les Chants magnétiques et Zoolook de Jean-Michel Jarre sont des exemples d'albums mettant en évidence la palette sonore du Fairlight.
Au milieu des années 1980, l'omniprésence du Fairlight CMI dans la pop et la synthpop anglo-saxonnes est telle que les crédits de l'album No jacket required de Phil Collins (1985) mentionnent ironiquement : « There is no Fairlight on this record » (« Il n'y a pas de Fairlight sur ce disque »).
Un son du Fairlight CMI a particulièrement marqué la production musicale, on peut en entendre de multiples versions dans de très nombreux titres de pop, hip hop, new wave, dance, jazz : il s'agit de l'orchestra hit. Il s'agit à l'origine de l'accord spectaculaire qui introduit l'un des plus célèbres mouvements de l'Oiseau de feu d'Igor Stravinsky.

## Évolution

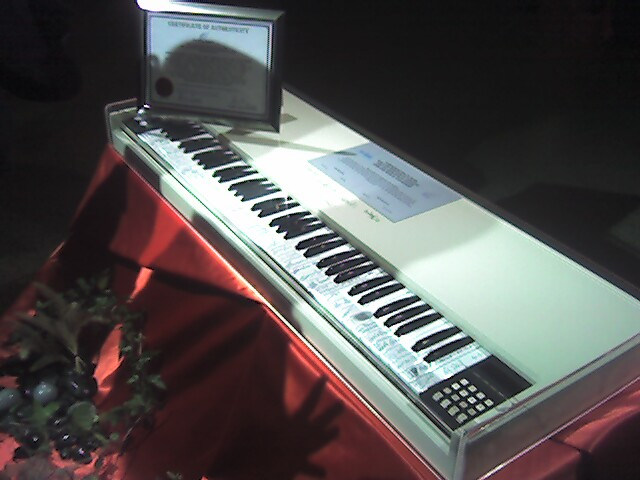
Le clavier commémoratif des 25 ans de Fairlight : il a une plaque explicative et les touches sont signées.

À l'origine du Fairlight CMI, on trouve les travaux de Tony Furse sur plusieurs synthétiseurs analogiques et numériques (principalement les Qasar I et II). Ce dernier a déjà créé sa propre société, Creative Strategies, à Sydney en 1975. Consultant auprès de Motorola, il met au point une machine biprocesseur (basée sur deux Motorola 6800 et sur l'architecture EXORciser de Motorola) appelé QASAR. Cet ordinateur constitue l'architecture fondamentale des CMI, les échantillonneurs de Fairlight.
Le prototype du Fairlight est le QASAR M8, qui est en fait un QASAR équipé d'une carte audio, de la gestion d'un clavier musical et d'un stylo optique. L'électronique de cette machine est très proche des EXORciser de Motorola. Bien que cette machine n'échantillonne pas encore, elle reste révolutionnaire à l'époque car elle permet de manipuler graphiquement les paramètres d'un son. Cependant, les 4 ko attribués à chaque son la font juger limitée en potentiel et la machine reste un prototype.
Lorsque le CMI est lancé, c'est le premier échantillonneur 8 bits en 16 kHz. La mémoire attribuée à chaque son est de 4 ko. Le système d'exploitation est une adaptation relativement légère du MDOS de Motorola, renommé pour l'occasion en QDOS par Fairlight en changeant le M en Q pour QASAR. Les commandes sont exactement les mêmes que sur le MDOS (système employé sur les machines de développement EXORciser). Il dispose de lecteurs de disquettes 8 pouces, d'une capacité d'environ 256 ko et ensuite d'environ 512 ko.
La gamme s'étend par la suite aux appareils suivants (entre parenthèses figure le nom du processeur utilisé) :
- CMI I 8 bits 24 kHz (2 × 6800) ;
- CMI II 8 bits 30,2 kHz (2 × 6800 + 6809 pour l'option MIDI) ;
- CMI IIx 8 bits 30,22 kHz (2 × 6809 + 68000 pour l'option SMPTE) ;
- CVI (Computer Video Instrument) (6809) ;
- Voice Tracker (68008) ;
- CMI III 16 bits 100 kHz (mono) et 50 kHz (stéréo) (10 × 68000 + 6800 + 68B09 + 14 MB).

Malgré les problèmes financiers récurrents, la marque poursuit en sortant les modèles suivants :
- MFX (CMI III avec D2D) (10 × 6809 + 68000  + 56K) ;
- MFX2 (Super CMI III) (10 × 6809 + 68000 / 68020 + 56K / 96K) ;
- MFX3 (nouvelle architecture 68040) ;
- MFX3+ (DSP Shark).

## Développement

### Quasar M8 CMI (1975-1977)
- Prix de base de 20 000 USD
- Deux microprocesseurs Motorola 6800
- Fabriqué par Fairlight et Creative Strategies
- 8 voix (synthèse sonore additive avec 128 harmoniques), pas encore d'échantillonnage)
- Mémoire : 4 ko par voix
- Synthèse : synthèse sonore additive (ou synthèse de Fourier) ; contrôle dynamique des harmoniques, édition de forme d'onde
- Lecteur de bande perforée

### CMI Series I (1979)
- 12 000 £
- Premier échantillonneur musical
- 8 voix de polyphonie
- Caractéristiques d'échantillonnage : 8 bits à 16 kHz (mono) maximum
- Mémoire : 16 ko par voix
- Biprocesseur Motorola 6800
- Synthèse : dessin de forme d'onde grâce au stylo optique, contrôle dynamique des harmoniques, édition de forme d'onde
- Clavier musical : 73 notes avec vélocité mais sans aftertouch + clavier esclave de 73 notes, 2 boutons on/off, 3 faders linéaires
- Clavier terminal : 62 touches
- Séquenceur : enregistreur simple
- Langage script de composition : Music Composition Language (MCL)
- Vidéo : moniteur de 12 pouces, définition de 512×256 pixels (16 Kbits), monochrome vert
- Deux lecteurs de disquettes de 8 pouces (~256 ko maximum par disquette)

### CMI Series II (1980)
- 15 000 £
- 8 voix de polyphonie
- Caractéristiques d'échantillonnage : 8 bits de 2 100 à 30 200 kHz (mono)
- Mémoire : 16 ko par voix, 64 ko pour le logiciel système
- Biprocesseur Motorola 6800, en option une carte MIDI Motorola 6809
- Synthèse : dessin de forme d'onde grâce au stylo optique, contrôle dynamique des harmoniques, édition de forme d'onde
- Clavier : 73 touches non lestées, sensibles à la vélocité + clavier esclave
- Contrôle : par MIDI
- Séquenceur : clavier de séquence basique, support du Music Composition Language (MCL)
- Mémoire vidéo : 16 ko (512×256 pixels)
- Deux lecteurs de disquettes de 8 pouces (~512 ko maximum par disquette)

### CMI Series IIx (1983)
- 20 000 £
- 8 voix de polyphonie
- Caractéristiques d'échantillonnage : 8 bits de 2 100 à 30 200 kHz (mono)
- Mémoire : 16 ko par voix, 256 ko pour le logiciel système
- Biprocesseur Motorola 6809, un 68000 pour la carte MIDI / SMPTE.
- Synthèse : dessin de forme d'onde grâce au stylo optique, contrôle dynamique des harmoniques, édition de forme d'onde
- Clavier : 73 touches non lestées, sensibles à la vélocité + clavier esclave
- Contrôle : par MIDI et SMPTE time code
- Séquenceur : clavier de séquence basique, support du Music Composition Language (MCL), Page R
- Mémoire vidéo : 16 ko (512×256 pixels)
- Deux lecteurs de disquettes de 8 pouces (~512 ko maximum par disquette)
- Quelques rares versions avec disque dur et lecteur de bande magnétique DC600

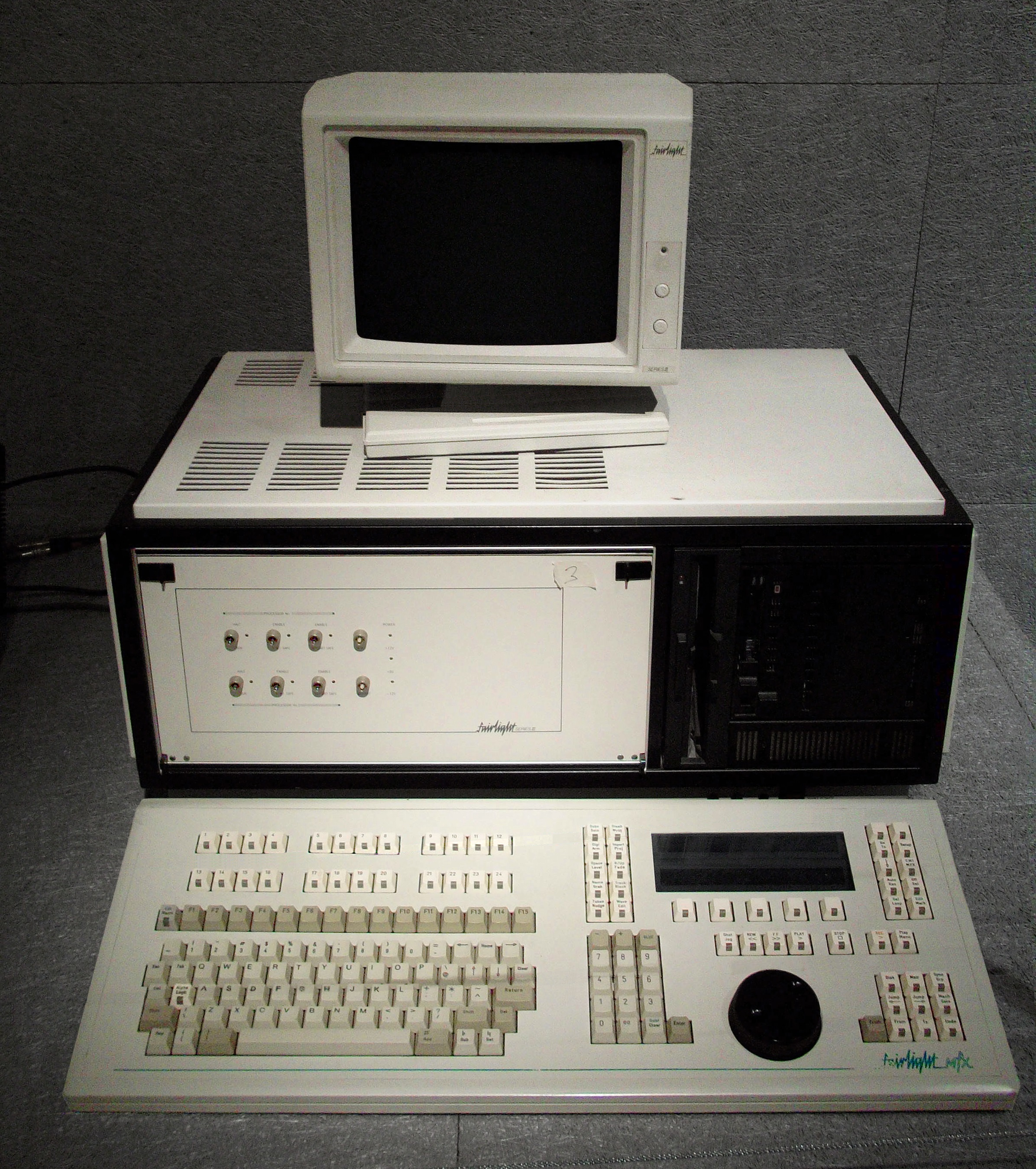
Un Fairlight CMI III ou MFX ; au premier plan, un clavier de contrôle de MFX.

### CMI Series III (1985)
- 76 000 dollars australiens
- 16 voix de polyphonie (extensibles)
- Caractéristiques d'échantillonnage : 16 bits à 100 kHz (mono) ou 50 kHz (stéréo)
- Mémoire : 14 Mo extensibles à 32 Mo puis 64 Mo sur la dernière version, 356 ko pour le système
- Biprocesseur Motorola 6809, un 6809 par carte de deux voix, un 68000 remplaçable par un 68020 pour la carte de traitement des tables d'ondes, un 68000 pour la carte MIDI / SMPTE.
- Synthèse : tables d'ondes libre par tablette graphique, FFT, édition de tables d'ondes
- Clavier : 73 touches non lestées, sensibles à la vélocité (compatible MIDI)
- Contrôle : par MIDI et SMPTE time code
- Séquenceur : CAPS (séquenceur de composition, arrangement et lecture), 80 voix de polyphonie, support du Music Composition Language (MCL)
- Disque dur et lecteur de bande magnétique DC600 (ESDI, SCSI), un lecteur de disquettes de 8 pouces (~512 ko maximum par disquette)